# وزارة الداخلية (الاتحاد السوفيتي)
وزارة الشؤون الداخلية في اتحاد الجمهوريات الاشتراكية السوفياتية ( MVD ) ؛ (بالروسية: Министерство внутренних дел СССР (МВД))‏ كانت وزارة الداخلية في الاتحاد السوفيتي من عام 1946 إلى عام 1991.
تم إنشاء وزارة الداخلية خلفًا للمفوضية الشعبية للشؤون الداخلية أثناء إصلاح مفوضيات الشعب في وزارات الاتحاد السوفيتي في عام 1946. لم تتضمن وزارة الداخلية الوكالات المعنية بالشرطة السرية على عكس
المفوضية الشعبية للشؤون الداخلية، حيث تم إسناد الوظيفة إلى وزارة أمن الدولة (MGB). تم دمج وزارة الشؤون الداخلية في اتحاد الجمهوريات الاشتراكية السوفياتية و وزارة أمن الدولة لفترة وجيزة في وزارة واحدة اعتبارًا من مارس 1953 حتى تم تقسيم وزارة أمن الدولة باسم لجنة أمن الدولة (KGB) في مارس 1954. كان يرأس وزارة الداخلية وزير الداخلية وكان مسؤولاً عن العديد من الخدمات الداخلية في الاتحاد السوفيتي مثل تطبيق القانون والسجون، والقوات الداخلية ، والسلامة المرورية ، ونظام الجولاج (المعتقلات بالاتحاد السوفيتي) ، ونظام الهجرة الداخلية . تم حل وزارة الداخلية عند تفكك الاتحاد السوفيتي في ديسمبر 1991 وخلفتها فروعها في دول ما بعد الاتحاد السوفيتي .قالب:Chronology of Soviet secret police agencies

## الوظائف والتنظيم
كان لدى وزارة الداخلية مجموعة واسعة من الواجبات المتعلقة بالوظائف الداخلية والأمن في الاتحاد السوفيتي. كانت مسؤولة عن الكشف عن فئات معينة من الجرائم والتحقيق فيها، والقبض على المجرمين، والإشراف على نظام الجوازات الداخلي ، والحفاظ على النظام العام، ومكافحة التسمم العام ، والإشراف على المفرج عنهم بشروط ، وإدارة السجون ومعسكرات العمل ، وتوفير الحماية من الحرائق، ومراقبة حركة المرور. حتى أوائل عام 1988، كانت وزارة الصحة النفسية مسؤولة أيضًا عن مستشفيات الطب النفسي الخاصة، ولكن صدر قانون في يناير 1988 نقل جميع مستشفيات الطب النفسي إلى سلطة وزارة الصحة .